# フェルドシュタイン＝ホリオカの逆説
フェルドシュタイン＝ホリオカの逆説（ふぇるどしゅたいん＝ほりおかのぎゃくせつ、英: Feldstein–Horioka puzzle）とは、資本が自由に国家間を移動できるのであれば、各国の貯蓄率と投資率の間のクロスセクションの相関は低いはずであるが、実際は高い相関があるという逆説的な事実のこと。マーティン・フェルドシュタインとチャールズ・ユウジ・ホリオカの1980年の論文で最初に議論された。逆説をパズルやパラドックスと表記したり様々な表記がある。

## 概要
資本が国家間を自由に移動できるのであれば、資本は「資本の限界生産性」が低い国から高い国に流れ、資本が流入した国では資本蓄積によって資本の限界生産性が低下、資本が流出した国では資本の限界生産性が上昇する。これらの調整によって、資本の限界生産性はすべての国で均等化するはずである。
フェルドシュタインとホリオカは、資本が自由に移動可能であれば、国内投資と国内貯蓄のクロスセクションの相関は低いはずであると予測した。国内の借り手は、国際資本市場から世界利子率で借用が可能であれば、必ずしも国内の貸し手から借りる必要がない。同様に、貯蓄する者は国内の資本市場に貯蓄する必要は必ずしもなく、利子率の高い国で貯蓄することを好むはずである。したがって、貯蓄率の高い国の投資率が高いとは限らないはずである。しかし、OECD諸国のデータを検証したところ、貯蓄率の高い国は投資率も高く、貯蓄率と投資率の間の相関が強いという結果が得られた。

## 他の研究者による逆説に対する説明
「資本が自由に国家間を移動できるのであれば」と仮定を置いていることから逆説が生じるが、以下のようなことから資本の国際移動は完全ではないと考えられる。
- 税の扱いが国によって異なる。例えば、ニュージーランドやOECD諸国では対外直接投資にペナルティが課されるような税制となっている[2]。
- 資本の取り扱い費用、預かり手数料、経営コストなどが国によって異なる。
- 為替レートの変動リスクも、外国への投資を減らす要因になる。
- 外国に投資をする際、自国市場よりも情報がなく、外国への投資を減らす要因になる。
- 貯蓄率と投資率が国内で大きく異なることが、国内政策当局に問題視されて、貯蓄率と投資率が同じようになるような政策が打ち出されているかもしれない。

投資家が合理的であれば、こえらの要因によって逆説が生まれる要因になる。また、投資家が愛国的 (patriotic) であることも考えられる。
国際決済銀行のエコノミストは、貯蓄収益と貨幣的ファイナンスを等しくさせるような近代的な経済学のフレームワークによって生じるもので、貯蓄と投資の関連はマネー・ファイナンスの関係から生まれるものであるとしている。その上で、フェルドシュタイン＝ホリオカの逆説は「逆説」ではなく、資源のフローとファイナンスのフローの違いを識別しないことから生まれる誤り（"failure to maintain a clear distinction between net resource flows and financing flows"）であるとしている。

## ホリオカ自身による逆説に対する説明
ホリオカ自身の研究で、このパラドックスに対する説明を試みている。そこでは、例えば日本に居住するA氏がアメリカの資産を購入して日本からアメリカへの資本の移転を行っても、アメリカに居住するB氏が日本の同額の日本の資産を購入すると2つの資本移転が相殺されて、マクロ的には資本の移転が起こらなかったように見えるという合成の誤謬（個々のミクロ的行動がマクロ規模に合計されると一見すると異なる結果になってしまう）が起こり、それがパラドックスの発生をもたらしていたと説明されている。つまり、マクロデータに基づいて各国の貯蓄率と投資率が強い相関を見つけたとしても、それは資本市場が自由化されていないことを意味しない。
一方で、日本に居住するA氏が外国為替市場でドルを購入し、そのドルを用いて財市場を通じてアメリカから自動車を購入した場合は、逆の資本取引で相殺されることがないので資本の純移転が発生する。つまり、資本の純移転が発生するためには資本市場だけでなく財市場も自由化されていなければならない。しかし、財市場は関税や非関税障壁が存在するために完全に統合されているとは言えず、それがパラドックスの発生をもたらしていると説明できる。資本の純移転と国家間の実質金利均等化を達成するには、金融市場と財市場の両方が自由化されることが必要であることが学術論文でも示されている。

## 評価
モーリス・オブストフェルドとケネス・ロゴフは、国際経済学における6つのパズルの1つとして、このフェルドシュタイン＝ホリオカの逆説を挙げている。